# Joseph DeCamp
Joseph Rodefer DeCamp (ur. 5 listopada 1858, zm. 11 lutego 1923) – amerykański malarz impresjonista.
Urodził się w Cincinnati, studiował w tym mieście początkowo u Franka Duvenecka. W 1870 wyjechał kontynuować naukę do Monachium, przebywał również we Florecji. Do Ameryki powrócił w 1883, mieszkał w Bostonie. Był nauczycielem w Boston School i założycielem Ten American Painters. Malował głównie portrety. Jego wczesne prace, w tym niemal wszystkie pejzaże uległy zniszczeniu podczas pożaru pracowni w Bostonie w 1904 r.

## Wybrane prace

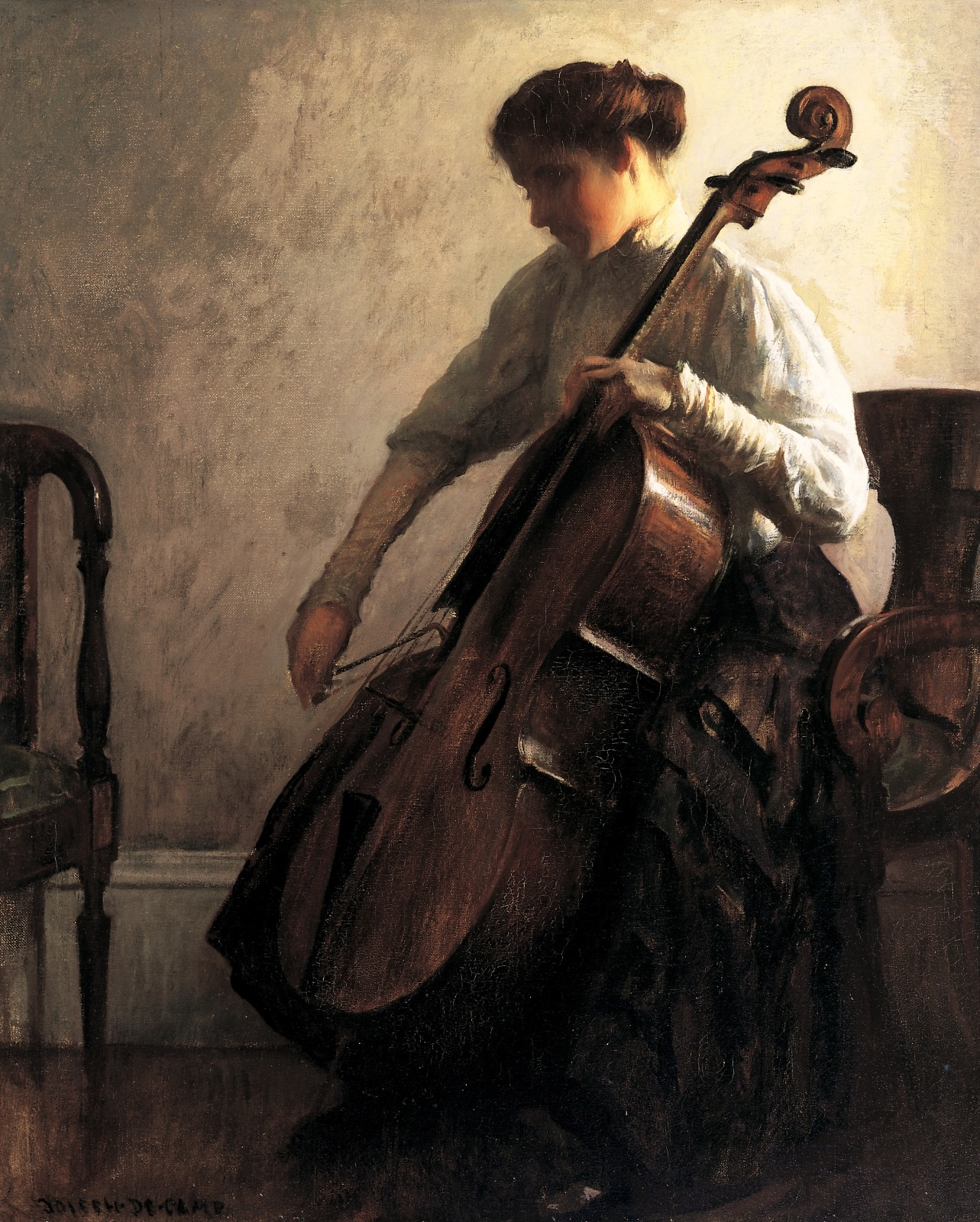
The Cellist, 1908
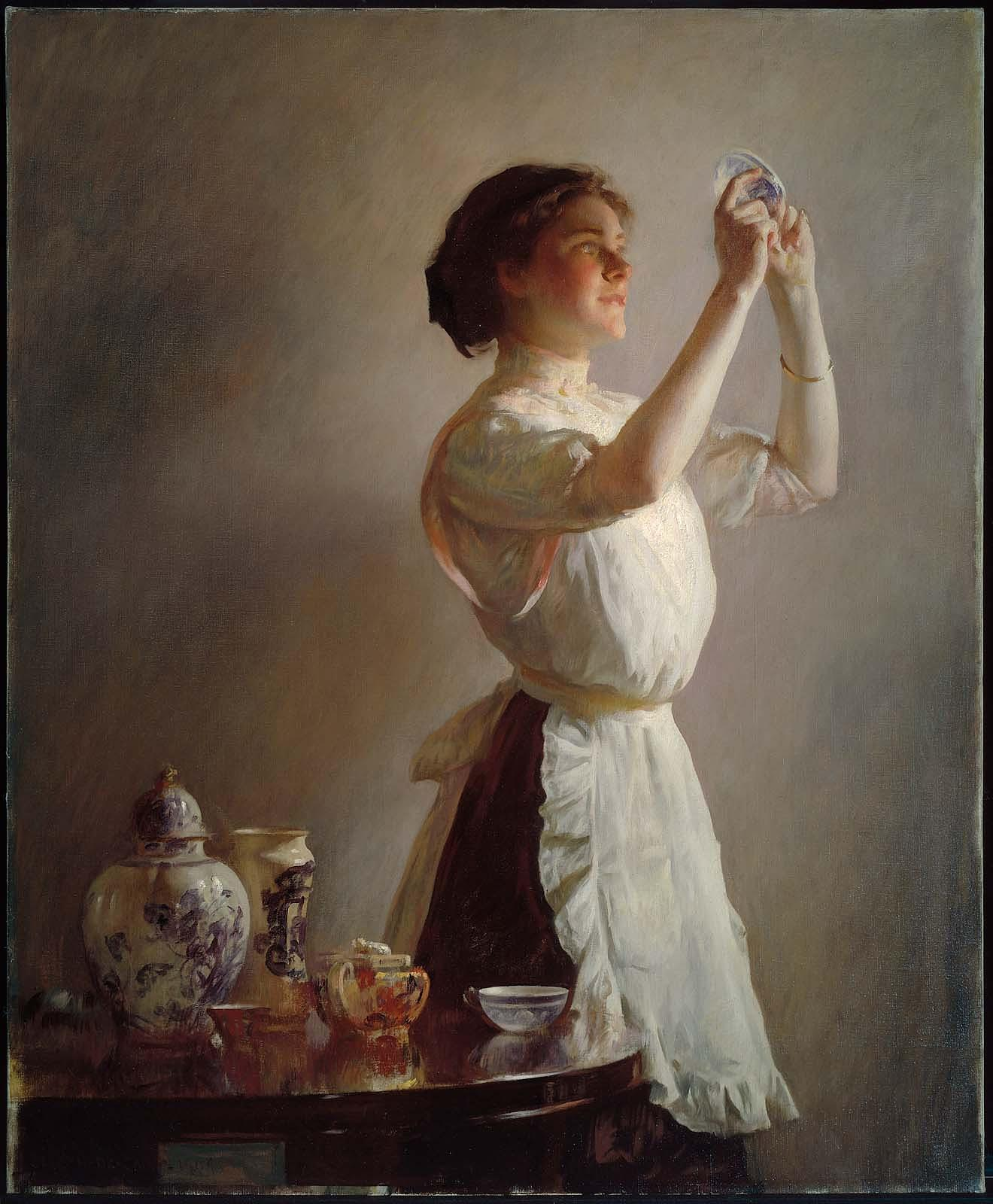
The Blue Cup, 1909
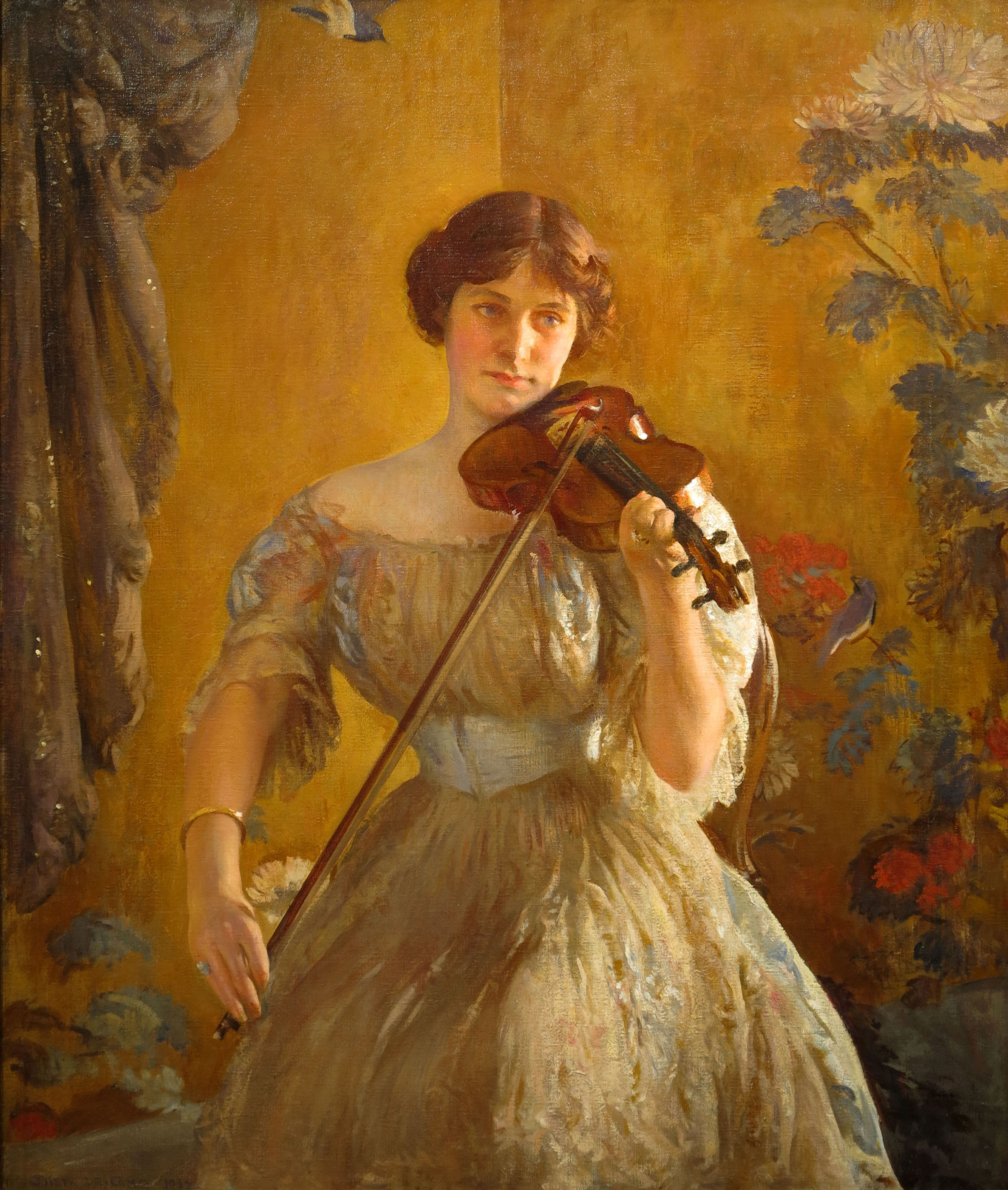
The Kreutzer Sonata, 1912–1914
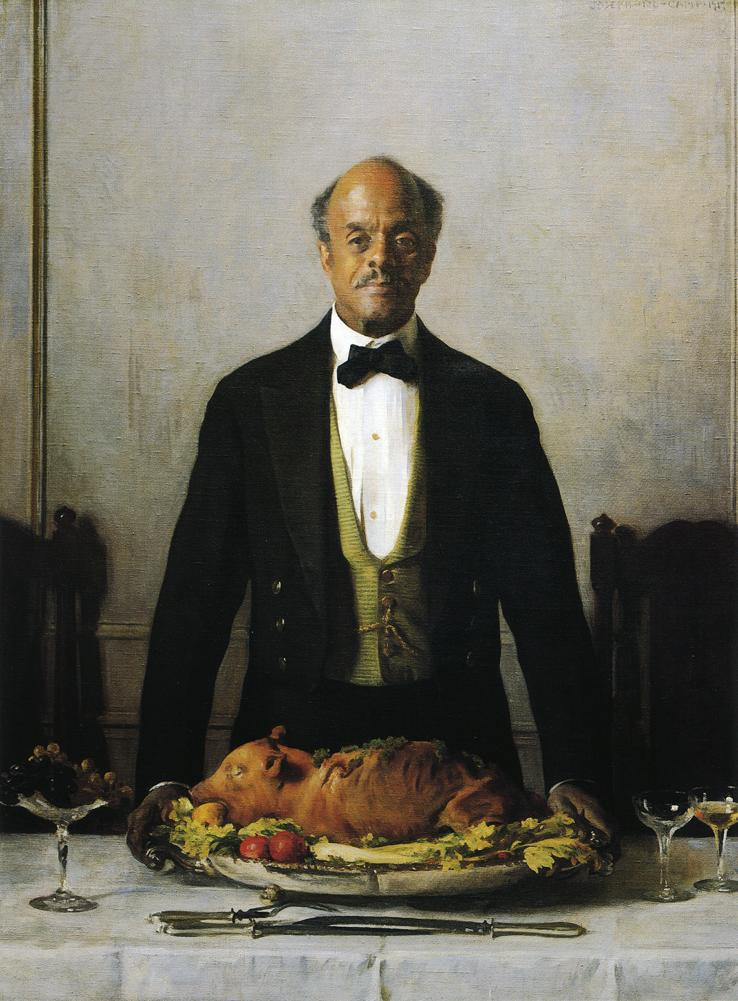
The Steward, 1919